# Max Terpstra
Max Terpstra (1999) is een Nederlandse presentator, werkzaam bij de publieke omroep BNNVARA.

## Carrière
In 2021 begon Terpstra aan de BNNVARA Academy als allround maker.  Hij kreeg bij de dagelijkse talkshow Khalid & Sophie zijn eigen rubriek Max Bijt Hond. Hiervoor sprak hij met gasten als Robbie Williams en Marina Abramović.  Ook interviewde hij de uit Rusland gevluchte journaliste Marina Ovsyannikova. In de persoonlijke docuserie Verslaafd aan Verliezen vertelde Terpstra over zijn eigen gokverslaving en waarschuwde hij jongeren voor de gevaren van gokken. In 2024 verscheen als vervolg hierop de serie De Uitvlucht. In de zomer van 2024 maakte Terpstra voor het eerst het interviewprogramma Touringcar Terpstra. In 2024 was Terpstra deelnemer aan de KRO-NCRV-quiz De Slimste Mens.